# Альваро-и-Бриева, Николас
Николас Альваро-и-Бриева (исп. Nicolas Alfaro y Brieva; 29 декабря 1826, Санта-Крус-де-Тенерифе — 30 апреля 1905, Барселона) — испанский художник, пейзажист и маринист, виолончелист и академик.

## Жизнь и творчество
Учился рисованию и начинал работать как художник на Канарских островах, на родном острове Тенерифе. Один из основателей школы живописи RACBA (Канарской академии искусств), впоследствии её директор, учредитель классов рисования, скульптуры и живописи. Работал также как оформитель, создатель декораций для городского театра в Санта-Крус-де-Тенерифе, автор фресок в соборе Санто-Доминго соседнего города Ла-Лагуна. В 1866 году становится членом Академии искусств Сан-Фернандо в Мадриде, в то же время затем продолжает работать на Тенерифе, создавая в первую очередь островные пейзажи. После закрытия в 1869 году художественной академии на Канарских островах, мастер в 1874 году переезжает в Барселону. Здесь он знакомится с местными художниками, в том числе с Жоакимом Вайреда, и присоединяется к мастерам каталонской Олотской пейзажной школы. Работал также над морскими пейзажами.
Альваро-и-Бриева является одним из крупнейших живописцев Канарских островов и одним из первых канарских пейзажистов. Значительное число его работ хранится в Городском музее изобразительных искусств Санта-Крус-де-Тенерифе.

## Галерея

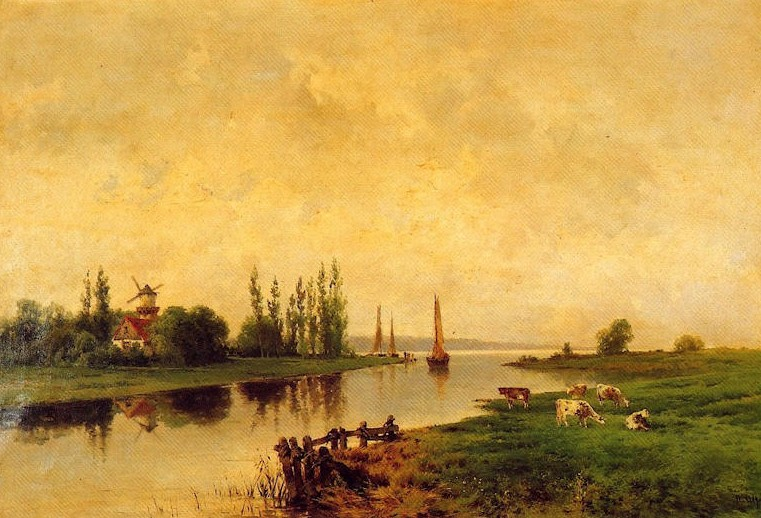
Голландский пейзаж